# Campionati del mondo di atletica leggera 1995 - Marcia 20 km
La 20 km di marcia maschile si è tenuta domenica 6 agosto 1995.

## Classifica finale
| Pos                    | Atleta                       | Tempo   | Note |
| ---------------------- | ---------------------------- | ------- | ---- |
| 1                      | Michele Didoni (ITA)         | 1:19:59 |      |
| 2                      | Valentí Massana (ESP)        | 1:20:23 |      |
| 3                      | Yevgeniy Misyulya (BLR)      | 1:20:48 |      |
| 4                      | Ilya Markov (RUS)            | 1:21:28 |      |
| 5                      | Li Zewen (CHN)               | 1:21:39 |      |
| 6                      | Mikhail Shchennikov (RUS)    | 1:22:16 |      |
| 7                      | Denis Langlois (FRA)         | 1:22:21 |      |
| 8                      | Igor Kollár (SVK)            | 1:22:30 |      |
| 9                      | Mikhail Khmelnitskiy (BLR)   | 1:23:24 |      |
| 10                     | Jean-Olivier Brosseau (FRA)  | 1:23:34 |      |
| 11                     | Nicholas A'Hern (AUS)        | 1:23:45 |      |
| 12                     | Nischan Daimer (DEU)         | 1:24:17 |      |
| 13                     | Héctor Moreno (COL)          | 1:24:34 |      |
| 14                     | Robert Ihly (DEU)            | 1:24:40 |      |
| 15                     | Enrico Lang (ITA)            | 1:24:43 |      |
| 16                     | Martin St. Pierre (CAN)      | 1:24:49 |      |
| 17                     | José Urbano (PRT)            | 1:26:10 |      |
| 18                     | Stefan Johansson (SWE)       | 1:26:20 |      |
| 19                     | Sérgio Galdino (BRA)         | 1:26:53 |      |
| 20                     | Costică Bălan (ROU)          | 1:26:53 |      |
| 21                     | Hubert Sonnek (CZE)          | 1:27:35 |      |
| 22                     | Gyula Dudás (HUN)            | 1:28:08 |      |
| 23                     | Chen Shaoguo (CHN)           | 1:28:13 |      |
| 24                     | Magnus Morenius (SWE)        | 1:28:29 |      |
| 25                     | Darrell Stone (GBR)          | 1:28:48 |      |
| 26                     | Sverre Jensen (NOR)          | 1:29:35 |      |
| 27                     | Roman Mrazek (SVK)           | 1:29:37 |      |
| 28                     | Claudio Bertolino (BRA)      | 1:30:25 |      |
| 29                     | Valeriy Borisov (KAZ)        | 1:31:22 |      |
| 30                     | Hatem Ghoula (TUN)           | 1:32:17 |      |
| 31                     | Scott Nelson (NZL)           | 1:32:19 |      |
| 32                     | Valdas Kazlauskas (LTU)      | 1:33:54 |      |
| 33                     | Jefferson Pérez (ECU)        | 1:34:20 |      |
| 34                     | Htay Myint (MMR)             | 1:37:08 |      |
| 35                     | Daisuke Ikeshima (JPN)       | 1:37:11 |      |
| Non hanno finito (DNF) |                              |         |      |
| —                      | Fernando Vázquez (ESP)       | DNF     |      |
| —                      | Alejandro López (MEX)        | DNF     |      |
| —                      | Mariusz Ornoch (POL)         | DNF     |      |
| —                      | Dmitriy Yesipchuk (RUS)      | DNF     |      |
| —                      | Vladimir Ostrovskiy (ISR)    | DNF     |      |
| —                      | Bernardo Segura (MEX)        | DNF     |      |
| Squalificati (DSQ)     |                              |         |      |
| —                      | Giovanni De Benedictis (ITA) | DSQ     |      |
| —                      | Daniel Plaza (ESP)           | DSQ     |      |
| —                      | Tomáš Kratochvíl (CZE)       | DSQ     |      |
| —                      | Bu Lingtang (CHN)            | DSQ     |      |
| —                      | Daniel García (MEX)          | DSQ     |      |
| Non Partiti (DNS)      |                              |         |      |
| —                      | Vyacheslav Fedchuk (MDA)     | DNS     |      |
| —                      | Allen James (USA)            | DNS     |      |